# Tortula cuneifolia
Tortula cuneifolia är en bladmossart som beskrevs av Turner 1804. Tortula cuneifolia ingår i släktet tussmossor, och familjen Pottiaceae. Inga underarter finns listade i Catalogue of Life.